# Jorge Andrés Martínez
Jorge Andrés Martínez uruguayi válogatott labdarúgó, jelenleg a Juventus FC játékosa.

## Pályafutása
Martínez az uruguayi bajnokság első osztályában szereplő Wanderersben kezdte pályafutását. Néhány évig volt tagja az ifjúsági csapatnak, majd 2000-ben felkerült a felnőtt együtteshez. 2006-ban szerződött a Nacional Montevideohoz. Itt a második szezonja annyira jól sikerült, hogy felfigyelt rá a Serie A-ban szereplő Catania. Az olasz csapatba hamar beilleszkedett, és a segítségével a Catania a 12. helyen végzett a bajnokságban. Teljesítménye miatt felhívta magára az olasz nagy csapatok figyelmét, és 2010 nyarán a Juventusba szerződött.

## Válogatottság
Martínez 2003. június 8-án mutatkozott be az uruguayi válogatottban Dél-Korea ellen. Részt vett a 2004-es Copa Américán, ahol két mérkőzésen lépett pályára. Egy sérülés miatt ki kellett hagynia a 2010-es világbajnokságot.

## Fordítás
- Ez a szócikk részben vagy egészben  a   Jorge Andrés Martínez című angol Wikipédia-szócikk fordításán alapul.  Az eredeti cikk szerkesztőit annak laptörténete sorolja fel. Ez a jelzés csupán a megfogalmazás eredetét és a szerzői jogokat jelzi, nem szolgál a cikkben szereplő információk forrásmegjelöléseként.
- Ez a szócikk részben vagy egészben  a   Jorge Andrés Martínez című spanyol Wikipédia-szócikk fordításán alapul.  Az eredeti cikk szerkesztőit annak laptörténete sorolja fel. Ez a jelzés csupán a megfogalmazás eredetét és a szerzői jogokat jelzi, nem szolgál a cikkben szereplő információk forrásmegjelöléseként.